# جارمايلو دي لا فونتي
بلدية جارمايلو دي لا فونتي (بالإسبانية: Jaramillo de la Fuente)‏, هي إحدى بلديات مقاطعة برغش, التي تقع في منطقة قشتالة وليون, والتي تقع في شمال غرب إسبانيا.
يبلغ عدد سكانها 31 نسمة وفقاً لإحصائية سنة (2002).